# Eduardo Astengo
Eduardo Astengo (15 d'agost de 1905 - 3 de desembre de 1969) fou un futbolista peruà.
Va formar part de l'equip peruà a la Copa del Món de 1930. També participarà en el Campionat sud-americà de 1929. Pel que fa a clubs, jugà a Universitario de Deportes.

## Palmarès
- Lliga peruana de futbol:
  - 1929